# 319 v.Chr.
Het jaar 319 v.Chr. is een jaartal volgens de christelijke jaartelling. 

## Gebeurtenissen

### Griekenland
- Antigonus I bezet Klein-Azië en verovert de onneembare vesting van Nora.
- Antipater sterft en laat het bestuur over aan de Macedonische generaal Polyperchon.
- Begin van de Tweede Diadochen Oorlog de strijd om de eenheid van Macedonië.
- Cassander, Ptolemaeus I en Lysimachos sluiten een alliantie tegen Polyperchon.
- Ptolemaeus I bezet Fenicië en tracht Syrië te veroveren, dit brengt hem in conflict met Seleucus I.
- Polyperchon geeft Griekenland de vrijheid en haalt de Macedonische troepen terug.
- Eumenes van Cardië loopt naar Polyperchon over en probeert het Macedonische Rijk te redden.

### Italië
- De Senaat in Rome stuurt een Romeins leger onder Lucius Papirius Cursor I langs de Adriatische kust, hij verslaat de Samnieten en herovert de steden Luceria en Satricum.

## Geboren
- Antigonus II Gonatas (~319 v.Chr. - ~239 v.Chr.), koning van Macedonië
- Pyrrhus van Epirus (~319 v.Chr. - ~272 v.Chr.), koning van Epirus

## Overleden
- Antipater (~397 v.Chr. - ~319 v.Chr.), Macedonische veldheer en regent (78)